# Maxime Tissot
Maxime Tissot (ur. 2 października 1986 w Sallanches) – francuski narciarz alpejski, uczestnik Zimowych Igrzysk Olimpijskich 2010 w Vancouver.
Jego najlepszym wynikiem na zimowych igrzyskach olimpijskich jest 16. miejsce osiągnięte w Vancouver w 2010 roku w slalomie.
Tissot raz brał udział w mistrzostw świata.
W 2011 roku w Garmisch-Partenkirchen podczas slalomu nie ukończył pierwszego zjazdu.
Tissot startuje w Pucharze Świata od sezonu 2006/2007. Zadebiutował w Pucharze Świata 7 stycznia 2007 roku w slalomie w Adelboden, jednak nie wszedł do drugiej serii. Pierwsze punkty w Pucharze Świata zdobył 21 grudnia 2009 roku w Alta Badia zajmując 15. miejsce w slalomie.

## Osiągnięcia

### Zimowe igrzyska olimpijskie
| Igrzyska       | Konkurencja | Czas    | Wynik |
| -------------- | ----------- | ------- | ----- |
| Vancouver 2010 | Slalom      | 1:41.54 | 16.   |

### Mistrzostwa świata
| Mistrzostwa                 | Konkurencja | Czas | Wynik |
| --------------------------- | ----------- | ---- | ----- |
| Garmisch-Partenkirchen 2011 | Slalom      | –    | DNF1  |

### Puchar Świata

#### Miejsca w klasyfikacji generalnej
- 2009/2010 – 104.
- 2010/2011 – 82.
- 2011/2012 – 105.